# 蘇日中立條約

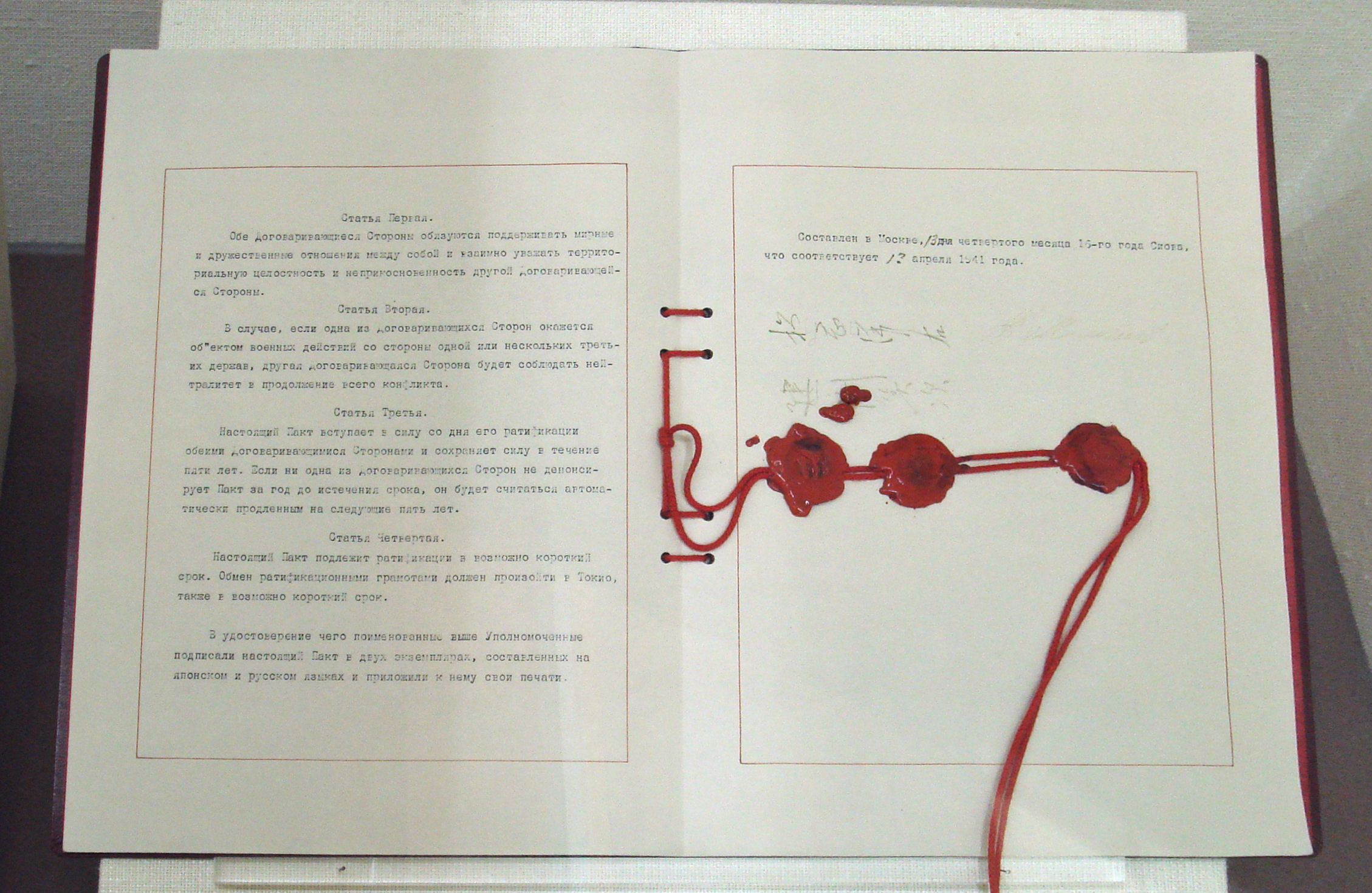
《蘇日中立條約》的正式文本

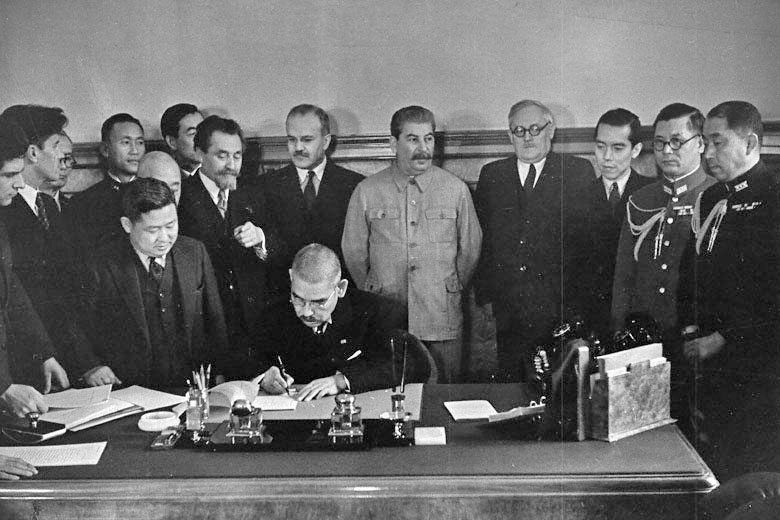
日本外相松岡洋右簽署《蘇日中立條約》

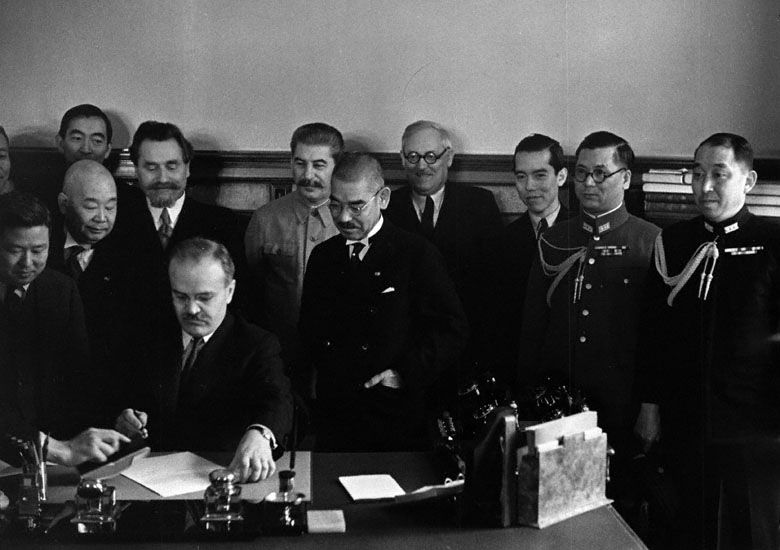
苏联外长莫洛托夫签署《苏日中立条约》

蘇日中立條約（日语：／ Nisso Chūritsu Jōyaku），又稱日蘇中立條約、蘇日互不侵犯條約、日蘇互不侵犯條約，是苏联和日本于1941年4月13日签署的一项互不侵犯条约，有效期五年，该协议意味着苏联和日本和解，也就是苏日边界冲突结束两年后。兩國同意分别承认各自在中华民国的势力范围和利益（双方互相承认了各自扶植的卫星国蒙古人民共和国和傀儡政权满洲国），同时，在第二次世界大战的大部分时间里，两国都在与对方的盟友作战，但没有对抗对方，貿易如常。1945年8月日本投降前夕，苏联突單方面撕毁条约对日宣战，主要是進占滿洲，而日本方向則僅佔領北方四島。

## 背景
1940年6月底法国沦陷后，德國和意大利基本上已控制半個歐洲，並且在1940年8月至11月間成功拉攏剩下的巴爾幹半島和東歐國家加入軸心國陣營，並且在1941年4月肢解了不聽話的南斯拉夫和佔領了希臘，軸心國基本上已控制大部份歐洲大陸，而蘇聯慘勝芬蘭，並且只吞併了波羅的海三國和從羅馬尼亞得到了比薩拉比亞。因此，苏联希望修复其在远东的外交关系，以保护其东部边界，并专注于第二次世界大战的欧洲战场，避免陷入两线作战。
另一方面，日本陷入了一场看似无休止的对中國的战争，並且趁德國打敗法國之後奪取了法屬印度支那而与美国的外交关系開始迅速恶化。这些因素使日本寻求与苏联达成和解，以提高其国际地位，并确保满洲国北部边境免受苏联可能的入侵。
苏联最高領導人约瑟夫·斯大林最初并不知道德國元首阿道夫·希特勒向德軍将军们通报说，欧洲轴心国对苏联的进攻会让日本公然挑战美国。这份简报是基于这样一种信念，即如果发生这样的袭击，苏联将过于专注于与德国作战。这将减少日本对苏联入侵满洲国的威胁，并使日本有足够的物资和能力对美国发动战争。该协议将使得日本和苏联避免在多条战线上作战。故而斯大林认为，“如果苏联和日本合作，他的问题可以以自然的方式解决”。
1941年元旦，日本驻苏大使建川美次提议：两国可以订立互不侵犯条约。因苏联所提出的各项条件均不能使日本同意，谈判结束。1941年3月12日外相松冈洋右赴苏访问。3月22日，松冈一行抵达莫斯科，与苏联多位领导人会晤。　

## 签署
条约于1941年4月13日在莫斯科签署，由日本外相松冈洋右和日本大使与苏联外长维亚切斯拉夫·莫洛托夫签署。
條約共有四款，主要內容包括蘇日雙方保持和平友好關係，相互尊重對方之領土完整，不予侵犯；如果締約一方成為第三者的戰爭對象，另一方應在整個衝突過程中保持中立。本条约自双方批准之日起生效，并保持五年有效期。如果条约双方都未能在条约到期一年前宣布无效，则视为自动再延长五年。
在签约当天，苏日两国发表共同声明，声明中关于满蒙问题双方再次确认：苏联保证尊重满洲国的领土完整和不可侵犯，日本保证尊重蒙古人民共和国的领土完整和不可侵犯。
条约在形式上，避免让苏军和日军发生直接军事对垒。对于苏联，避免了在东西两面同时受到1940年形成的轴心国对其可能的军事进攻的威胁；对于日本，此条约的签定，使苏联在中日战争中，由支持中国转向中立的立场。苏联對日本的保证，不但促成日军可以把關東軍調出，扩大对中国的兵力部屬，更使得日本可以無後顧之憂策劃南方作戰，入侵東南亞奪取當地資源，故此苏日中立条约成爲日本下定決心全力侵略中國，以及對美國及英國開戰的原因之一。

## 当事方反应

### 苏联表态
1941年4月15日，莫洛托夫约见中国驻苏大使邵力子，表示此次苏日订约乃是基于保持苏联和平的考虑，并不涉及中国问题，苏日双方谈判时亦毫无提及中国关系。苏方并表示“对中国继续抗战问题毫无变更”。4月19日，潘友新再次向蒋介石当面重申，条约并不涉及中国问题，苏联对华政策与态度始终一致、毫无变更，仍将继续支持中国抗战。
4月19日，苏驻华大使潘友新向蒋介石说明，日苏条约与中国无碍，“苏联对中国的政策与态度始终一贯，毫无改变”。

### 中国国内的反应
日蘇條約簽字後第二天（4月14日），国民党中常会研讨苏日协定，会议多数意见主张应避免发表刺激性言论刺激苏联，但满蒙问题应明确表态。当日中華民國外交部長王寵惠發表聲明，该声明只针对苏日共同宣言，而不涉及中立条约。声明指出：
查东北四省及外蒙之为中华民国之一部，而为中华民国之领土，无待赘言。中国政府与人民，对于第三国间所为妨害中国领土与行政完整之任何约定，决不能承认。并郑重声明，苏日两国公布之共同宣言，对于中国绝对无效。
4月15日，国民党中央宣传部部长王世杰召集宣传口负责人谈话，要求各方言论“务极慎重，以免造成反苏之印象”。
4月19日，蒋介石约见苏联驻华大使潘友新，表示：“苏日缔结此约，自表面上观之，苏联已与日本妥协矣，此在余个人固能对苏了解，惟一般民众与前方军队，则不免受其影响。”“吾人对于史达林先生个人之景仰，绝不因此次之条约而减少也。”
1941年4月19日中国各界救国联合会的王造时、沈钧儒、章乃器、史良、李公樸和沙千里等人向苏联发了一个公开抗议声明，即《致斯大林大元帅的公开信》，指出条约损害了中国领土完整。国民政府出于维护对苏关系的考虑，只是把它拿到香港媒体发表。不久，该公开信的9位签名者，除起草抗议书的王造时正在江西外，只有章乃器一个人继续坚持公开信的观点，其余七人从大局出发，公开宣布撤销签名。沈钧儒“先生基于单纯爱国主义思想，亦签了名。周恩来得悉后，将当时国内外形势及该声明在客观上可能产生的不利影响告知先生。萨空了和李公朴亦同访先生和沙千里，提出当时发表这样的声明有不妥之处，不利于国际上的统一战线。先生听后，认为意见很对，当即表示撤销签名。事后，还多次就此事躬身自责。”救国会的领导成员钱俊瑞回忆《日苏中立条约》签订后沈钧儒态度的转变：“当1941年4月，苏联政府出于应付形势的必要，曾与日本帝国主义签订了中立协定。中国有些人起来反对，衡老由于了解情况不够，也附和签了名。后来，恩来同志找他谈，把当时国内外形势详细讲清楚，对他参加签名提出了批评。沈衡老立即表示‘我一时糊涂，错了。’并说‘我立即撤销我的签名，当众认错，还可做一番宣传。”王造时本人后来回忆：“我也觉得错了，但是没有向党在重庆的负责同志表示过。我从什么时候觉得斯大林同志做对了，我们做错了呢？是在1941年6月22日希特勒进攻开始之后，我才恍然大悟，苏联一定早就掌握有希特勒攻苏阴谋的情报，为避免日本帝国主义的夹攻，造 成两面作战不利的形势，不能不与日本订立互不侵犯协定，使日本帝国主义的箭头向南而不是向北，这正是英明的一着。”
4月26日，蒋介石自撰长文密电各地军政大员，表示“此约之订立，其主动全在苏联，亦可谓苏联对日计划之成功。其于敌寇，实有害无利，且适足以增加其失败之因素。”

### 中共的反应
4月15日，重庆中共《新华日报》社论「论苏日中立条约」：
|  | 这次苏日条约中附带的宣言，提到伪满及外蒙古人民共和国的事，这本是苏日过去的关系上久已存在的事实，当著张鼓峰诺门坎战斗时，苏日军队便是在苏联满洲及外蒙古边境地方作战的，所以以後停战及划界委员会也是有外蒙古人民共和国及伪满代表参加的。现在这个宣言，一方面是结束了过去这个有关满蒙的挑衅，另一方面也便是保证了这两方面的今後安全，这丝毫不能也没有变更中国的领土主权。尤其是苏联声明不侵犯『满洲国』之领土，只是在说明苏联决不以武力侵犯满洲，并不能即解释为苏联已正式承认伪满之独立的国家地位，更不能解释为可以妨碍我们收复东北。 |

4月20日，陕甘宁中共《新中华报》发表由毛澤東起草的「中國共產黨對蘇日中立條約發表意見」（文件所署日期为4月16日）：
|  | 蘇聯根據其一貫和平中立政策，於四月十三日與日本簽訂了中立條約，這是蘇聯外交政策的又一次偉大勝利。這個條約的意義，首先在於鞏固了蘇聯東面的和平，保證了社會主義建設的安全發展。而蘇聯的這種和平與發展，也即是全世界勞動人民與被壓迫民族的利益。 |

4月27日，延安中共《解放》期刊「苏日条约之伟大意义」：
|  | 苏日中立条约发表後，全球评论之多，空前未有。综合言之，则三国同盟方面，极力夸为自己的胜利，谓为苏德协定及三国同盟之逻辑发展。英美方面，则极力缩小该约之意义，同时亦暴露其一贯挑拨苏日关系，企图使苏联外交政策为其帝国主义利益服务之阴谋，遭到了严重失败之恐慌情绪；但仍在继续挑拨德苏关系，不说希特勒你要提防苏联，就说苏联你要提防希特勒……但在国民党中之亲日派方面，则强调此约只於日本有利，於中国不利，散布恐慌情绪，企图引导中国走入投降道路。顽固派方面，则企图利用狭隘民族情绪以为反苏反共之活动，客观上为亲日派所利用。 |

## 影响
在缔结条约後，斯大林以前所未有的姿态在火车站为日本外相松冈洋介送行。这象征着很少出现在外国外交官面前的斯大林对该条约的重视。它还为他提供了一个机会，在整个外交使团在场的情况下，邀请他与德国谈判，并炫耀他日益增强的议价能力。
苏日中立条约的签订，苏联逐步停止对华官方援助，使中国至此失去了仅有的外界官方援助，成爲中国抗战陷入最困难时期的重要国际因素之一。。直到同年12月，日本策動珍珠港事件引發太平洋战争，美国參戰及军援中国，中国抗战的外部国际形势才得以缓解，走出低谷。此外，《苏日中立条约》的签订客观上加剧了中国抗战势力的分裂，促使中国国内抗战局势的复杂化。
日本不顾纳粹德国的反对而独自与苏联媾和，极大地破坏了轴心三国同盟。《苏日中立条约》签订仅仅两个月后，6月22日纳粹德国在沒有通知日本的情況下就发动突袭苏联的巴巴羅薩行動，二战苏德战场爆发。日本一度考虑撕毁《苏日中立条约》，尤其是在巴巴罗萨行动之后，但面最终决定保留该条约，并通过入侵东南亚的欧洲殖民地向南扩张。这对莫斯科战役有着直接的影响，因为在没有日本威胁的情况下，苏联可以从西伯利亚调动大批部队，并将他们派往前线对抗德国人。
如果德国人赢得了斯大林格勒战役，日本可能会入侵西伯利亚。例如在新加坡战役中取得的成就而闻名的山下奉文将军于1942年7月被派往满洲，负责组织入侵部队。

## 条约终止

### 違約爭議
在1945年2月的雅尔塔会议上，斯大林同意参加对日战争，以换取美国和英国承认苏联在亚洲的某些领土主张。苏联的进攻将在欧洲战争结束后的三个月内开始，但這在後來被認為是可能違反此條約的。
1945年4月5日，苏联儘管口頭通过通知日本政府“根据上述条约第三条规定，苏联政府特此向日本政府表明其希望退出1941年4月13日的条约，该条规定了在条约五年有效期届满前一年退出的权利。”，但一些措辞看出，苏联本意是希望该条约立即失效，《时代》杂志报道称，苏联外交委员的语气表明，苏联可能很快对日开战。可是条约文本事實上规定，该条约“有效期为五年”（1941年4月13日至1946年4月十三日）。当日本大使佐藤直武向他施压时，莫洛托夫向他保证，该条约将一直有效到1946年4月。该条约还表示，“如果缔约国在任期届满前一年都不退出该条约，则该条约将被视为自动延长至下一个五年”。不過1945年4月5日，根据这些条款，条约應該将不会在1946年4月13日续签，但法律約束將會持續有效至當日為止。
1945年5月8日或9日，根据时区的不同，纳粹德国投降，结束了欧洲战争，并开始了苏联对日敌对行动的秘密倒计时三个月。1945年8月9日，就在满洲午夜过后，苏联发动“八月风暴行动”，三面进攻满洲与华北。此處蘇聯人還技巧性地将近六个小时后，才对日宣战，由于时差为7小时，宣战日期仍然可以是1945年8月8日，并于莫斯科时间晚上11点提交给日本驻莫斯科大使。
在苏联进攻期间，日方军队没有做好抵抗准备，很快就被打败。经此一役，日本帝国宣布投降，其傀儡满洲国、蒙疆政权覆灭。苏联占领中国东北、华北一部及朝鲜半岛北部等地，東亞歷史也因此改寫。